# Fiat 691
Le Fiat 691 est un camion lourd polyvalent, porteur ou tracteur de semi-remorques, fabriqué par le constructeur  italien Fiat V.I. de 1970 à 1975.
Il fait partie de la très grande famille des camions lourds Fiat V.I. équipés de la nouvelle cabine Fiat « H » aux formes carrées qui sera maintenue jusqu'en 1991. Cette cabine succède à la fameuse cabine Fiat dite « baffo » (à moustaches).
Ce véhicule a remplacé le très réputé Fiat 690, la base des ensembles "milles pattes" italiens. Il couvre la tranche lourde de transport de 18 à 44 tonnes.

## Le Fiat 691 en synthèse
Le Fiat 691 est la version modernisée du Fiat 690N4. Il en conserve toute la chaîne cinématique, le châssis réputé pour sa robustesse. Le moteur est nouveau, dérivé du fameux Fiat 8200, 6 cylindres en ligne dont la cylindrée est portée à 13 798 cm3. Ce moteur garde toutes les caractéristiques qui ont fait la réputation des moteurs Fiat, robustesse, faible consommation et grande fiabilité. Il dispose d'un couple maximum à seulement 900 tr/min comme tous les camions Fiat V.I. de la gamme lourde.
Conçu pour remplacer le très réputé et inusable Fiat 690, pour des charges de 18 à 44 tonnes, ce camion maintiendra la réputation de robustesse et de fiabilité de ses prédécesseurs. Comme toute la gamme Fiat V.I. de l'époque, et cela jusqu'en 1975, la conduite est à droite pour le marché italien, à gauche pour l'exportation, sauf le Royaume-Uni.

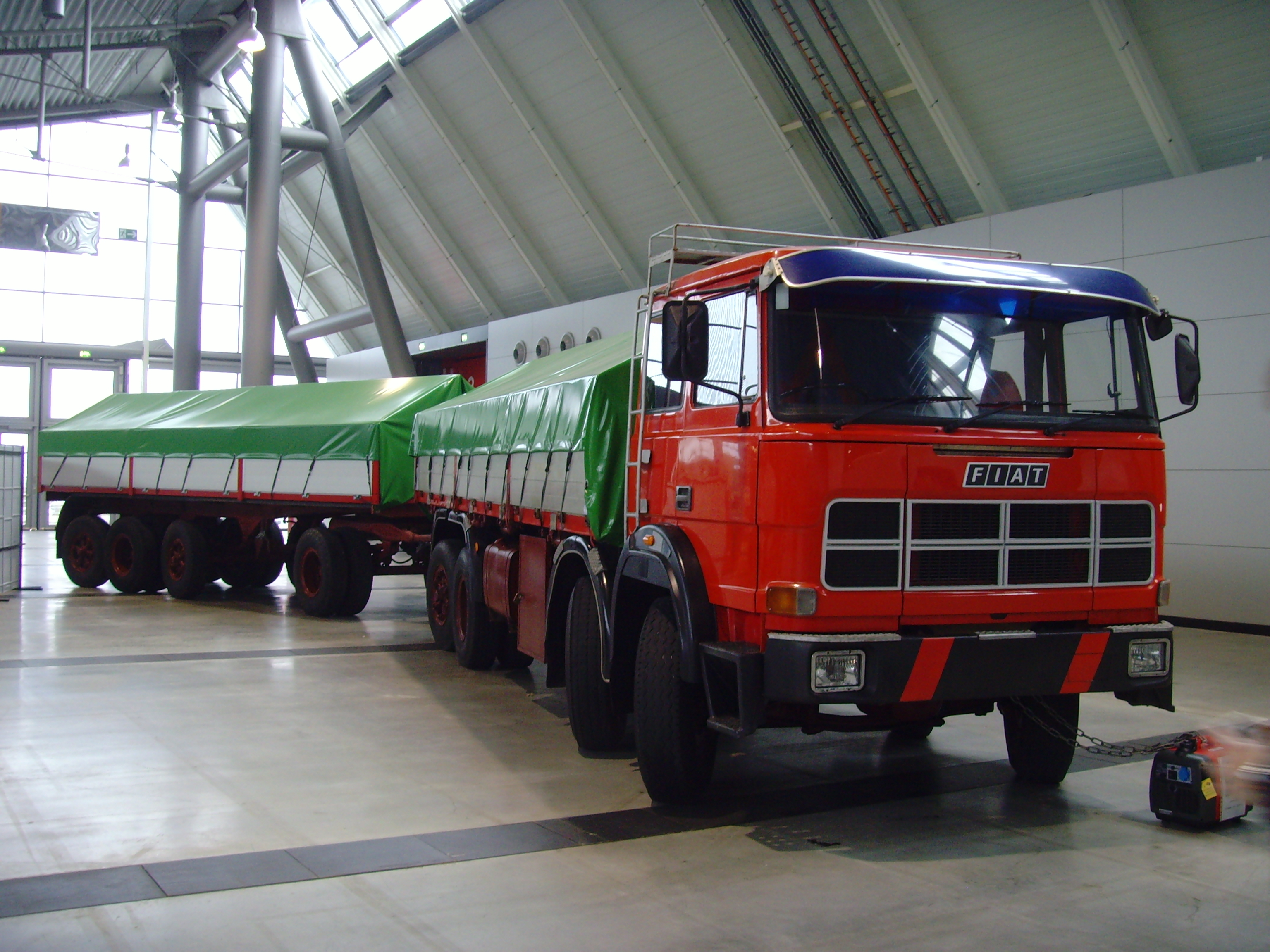
Attelage classique italien dit "mille pattes" de 44 tonnes de PTRA

Décliné en porteur et tracteur uniquement en version 6x2/2, le porteur sera transformé par les spécialistes italiens du secteur en 8x2, avec l'ajout d'un 4e essieu orientable et relevable, pour permettre un PTRA de 44 tonnes des attelages 4+4, 4 essieux pour la motrice et 4 essieux pour la remorque. Le semi-remorque était homologué à 40 tonnes sur 5 essieux.

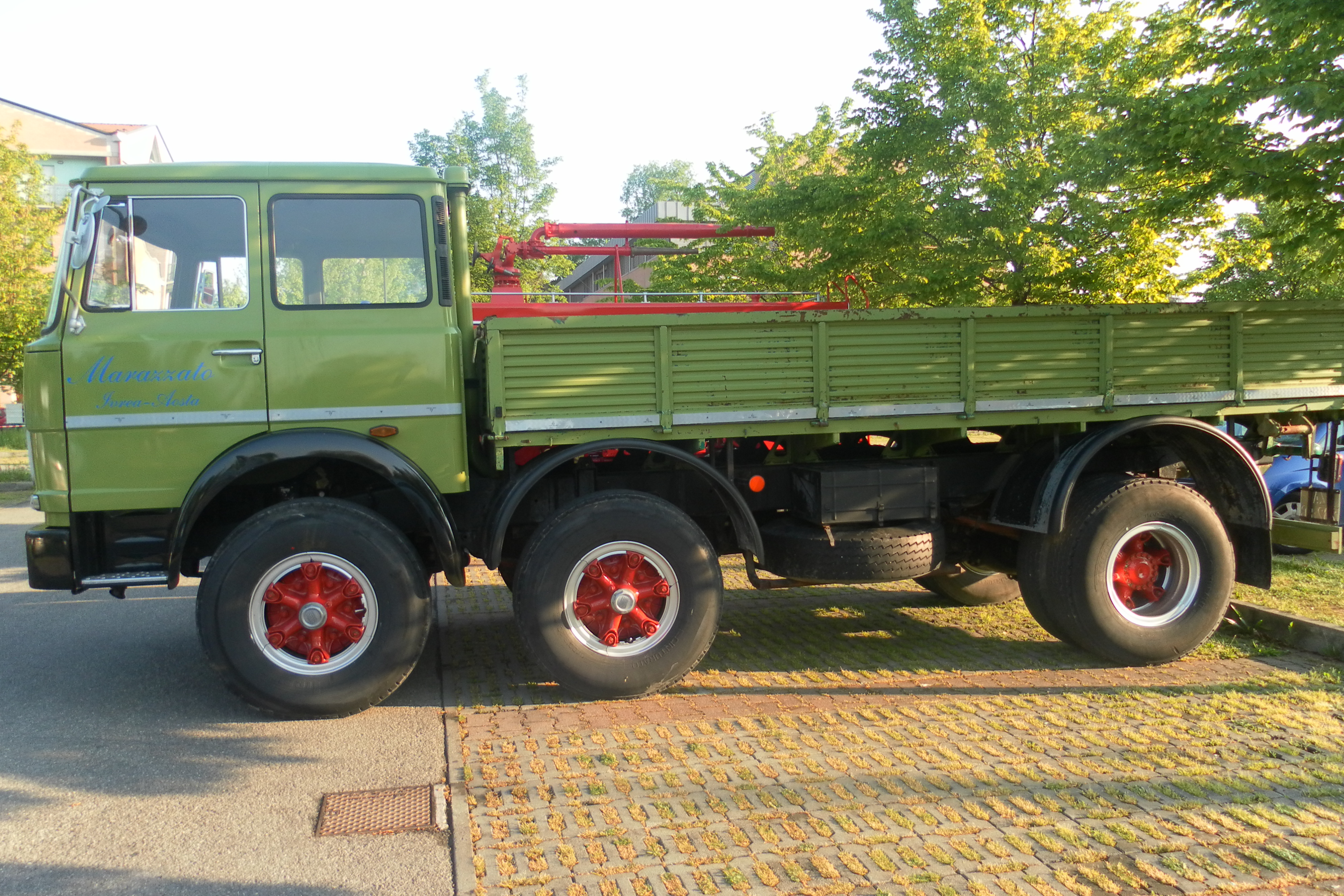
Vue latérale du Fiat 691N châssis court

### Caractéristiques techniques1resérie
- Moteur : Fiat type 8210.02 - 13 798 cm3 - 225 ch
- Boîte de vitesses Fiat 8+2 mécanique
- PTAC : sur porteur 6x2/2 : 18,0 t en Italie, 22,0 t en Europe,
- PTAC : sur porteur 8x2 : 22,0 t en Italie, 4e essieu orientable et relevable, plus remorque de 22 t, soit un PTRA de 44 tonnes,
- PTRA : tracteur semi-remorques : Version T - 40,0 t. en Italie, 38 t. en Europe.

Comme d'habitude à cette époque en Italie comme dans bien d'autres pays, les carrossiers spécialisés transformaient les camions 6x2/2 avec châssis long en 8x2 avec l'adjonction d'un essieu autodirecteur et relevable à l'arrière pour atteindre le maximum de PTRA fixé à 44 tonnes en Italie,

## Histoire
Le Fiat 691 a connu une carrière courte dans la gamme des poids lourds Fiat. En effet, il fut lancé sur le marché alors qu'une profonde modification du code italien était en préparation mais personne ne croyait que les nouvelles normes allaient être applicables aussi rapidement.
Ces nouvelles normes allaient mettre fin aux mille-pattes et relancer la formule semi-remorques très peu usitée en Italie. Le nouveau code permit de passer la charge à l'essieu de 10 à 12 tonnes ce qui donna :
- porteur 4x2 : 18 tonnes en solo et avec une remorque jusqu'à 3 essieux : 40 tonnes,
- porteur 6x2 : 24 tonnes en solo et avec remorque 2 essieux : 44 tonnes (24+20)
- tracteur 4x2 et semi 3 essieux à l'italienne (2 essieux jumelés et un autodirecteur) : 43,2 tonnes (18+25,2)
- tracteur 6x2/2 et semi 2 essieux jumelés : 44 tonnes, cette solution fut surtout adoptée pour les citernes de carburant, une version tracteur 6x2/2 avec semi 3 essieux à l'italienne fut homologuée à 50 tonnes pour les aéroports,
- porteur 6x4 : 26 tonnes et 33 tonnes en version chantier avec 2 gyrophares sur le toit de la cabine,
- porteur 8x4 (ou 8x6 ou 8x8) : 32 tonnes et 40 tonnes en version chantier,
- tracteur 6x4 et semi chantier 2 essieux jumelés : 56 tonnes.

Les routiers italiens adoptèrent la solution la plus "efficace" sur route avec la solution semi-remorque avec tracteur 4x2 et remorque 3 essieux, soit 16 pneus au lieu des 18 nécessaires dans la solution porteur et remorque. Dans les années 1990, la solution essieux simples avec jantes larges sur les semi fut homologuée à 44 tonnes aussi.
La gamme Fiat 691 sera remplacée par le Fiat 180 en 1980, qui sera le dernier camion à 4 essieux italien traditionnel avant l'application du nouveau code de la route européen des années 2000 qui ont remis à la mode les ensembles à essieux multiples. Les routiers italiens se tournèrent vers la gamme Fiat 170/190 qui dans sa version tracteur répondait idéalement aux solutions de transport lourd avec une charge tractée parmi les plus élevées de tous les ensembles routiers.

### Série Camions 6x2: 690 - 691 - 180
| Modèle                                                                             | Années de production | Type moteur | Cylindrée cm3 | Puissance ch DIN | PTC en tonnes |
| ---------------------------------------------------------------------------------- | -------------------- | ----------- | ------------- | ---------------- | ------------- |
| Fiat 691 N (6x2/2) 2 essieux avant directeurs, cabine "H"                          | 1970 - 1974          | 8210.02.050 | 13 798        | 225              | 18,0/22 - 44  |
| Fiat 691 T (6x2/2) tracteur semi remorques, cabine "H"                             | 1973 - 1974          | 8210.02R    | 13 798        | 225              | 38,0/40       |
| Fiat 691 NP (6x2/2) pour transformation en 8x2 de 22 t + remorque 22 t (en Italie) | 1973 - 1974          | 8210.02R    | 13 798        | 225              | 18,0/22 - 44  |
| Fiat 180 / OM 180 (6x2/2) transformation en 8x2 par spécialistes                   | 1974 - 1977          | 8210.02     | 13 798        | 260              | 18,0/22 - 44  |